# 獨立山車站
獨立山車站位於台灣嘉義縣竹崎鄉海拔743公尺的獨立山，為林務局阿里山林業鐵路阿里山線之鐵路車站，獨立山站的前後都是隧道，一邊是九號隧道，另一邊則是十號隧道。

## 車站構造
- 左邊是辦公室，右邊是候車室。

## 利用狀況
- 阿里山林業鐵路阿里山線（主線）的停靠站。

## 車站週邊
- 獨立山步道
- 九號隧道和十號隧道。

## 歷史
- 1912年10月1日：設立「獨立山驛」。

## 圖片集

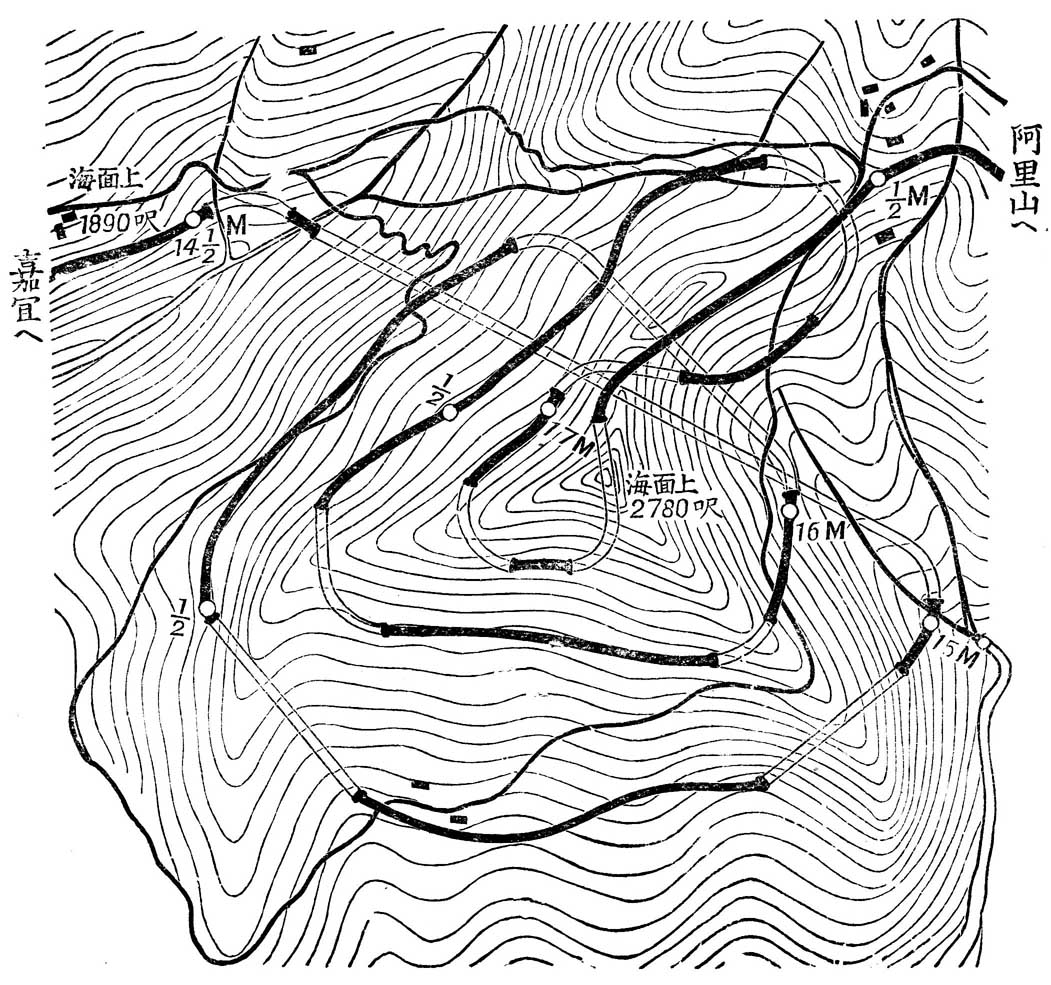
阿里山森林鐵路呈螺旋方式環繞獨立山
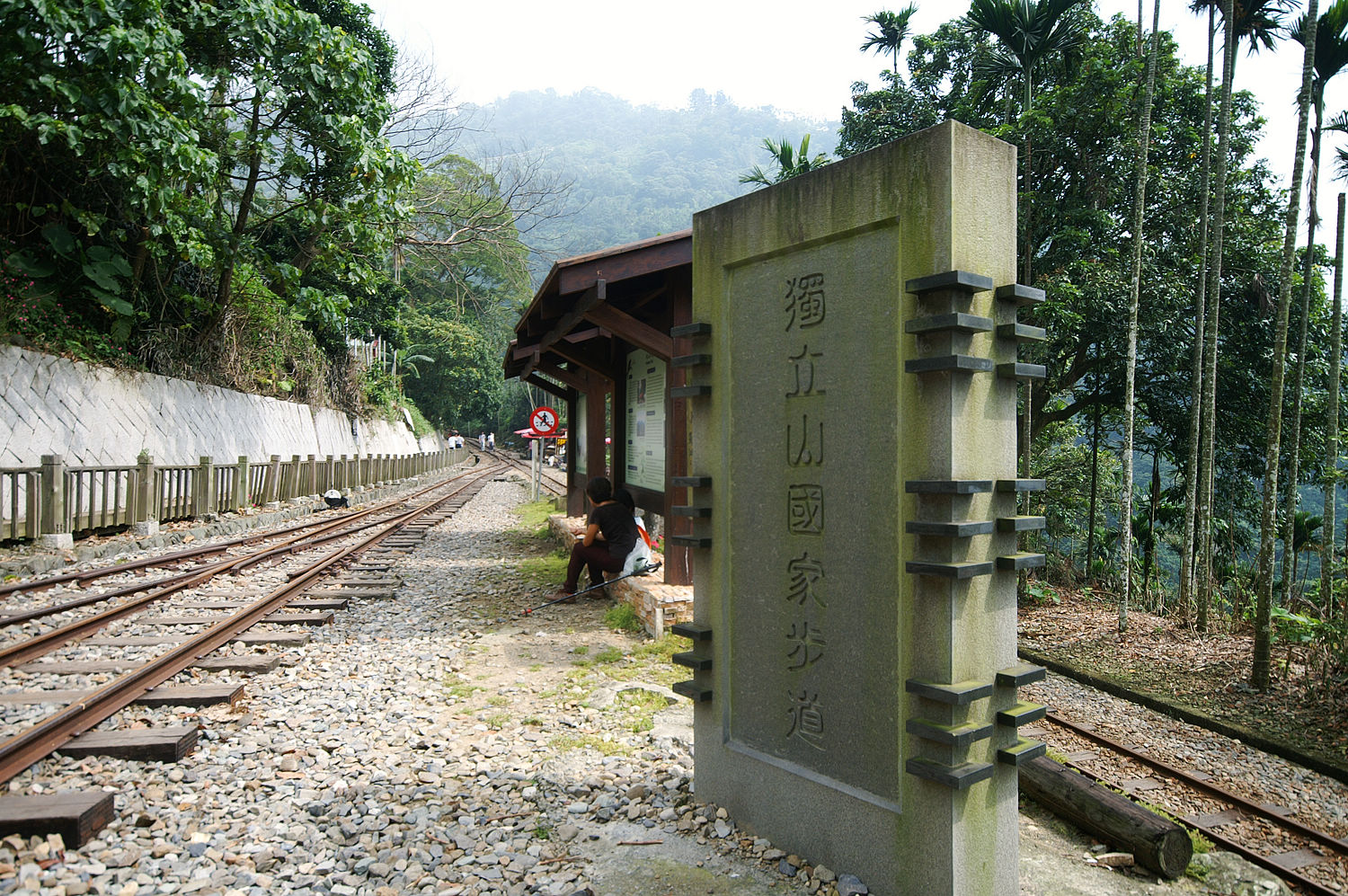
樟腦寮車站設立通往獨立山的步道
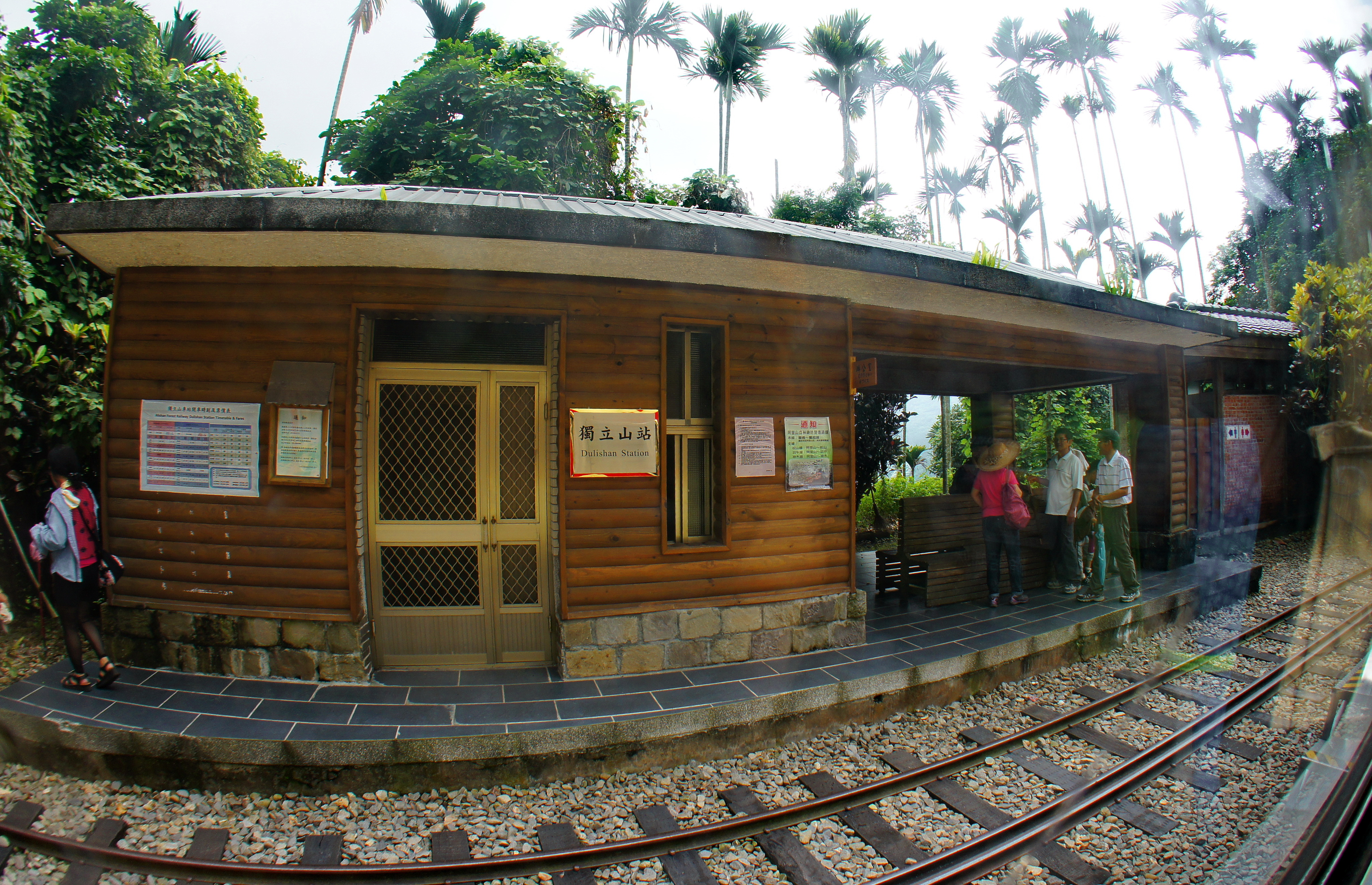
魚眼鏡頭下的獨立山車站月台

## 外部連結
- 獨立山車站（阿里山林業鐵路） （页面存档备份，存于）

23°32′18.5″N 120°36′27″E / 23.538472°N 120.60750°E